# Marcă (greutate)
Marca (în germană marc, march, marke) a fost inițial o unitate de greutate folosită în Evul Mediu începând din secolul al XI-lea care a înlocuit livra ca metal prețios și ca monedă-greutate. Marca reprezenta în mod tradițional jumătate de livră și a fost împărțită în 8 uncii sau 16 lot. Marca de Köln, importantă în teritoriile germane, cântărea aproximativ de 234 g. 

## Originea cuvântului
Etymologisches Wörterbuch der deutschen Sprache (Dicționarul etimologic al limbii germane) al lui Friedrich Kluge indică originea cuvântului ca fiind termenul protogermanic marka reprezentând o „unitate de greutate și valoare” (inițial „diviziune, împărțire”).
Dicționarul etimologic al lui Wolfgang Pfeifer consideră cuvântul marc („delimitare, semn”) din vechea germană înaltă ca fiind cuvântul inițial și presupune că acesta a însemnat mai întâi ștanțarea (marcarea) unei greutăți, mai târziu lingoul (ca metal) în sine și greutatea lui, iar în final, o sumă de bani cu o anumită greutate și valoare.
Potrivit unui lexicon comercial din 1848, termenul „marcă de greutate” provenea de la faptul că „piesa de metal folosită la cântărire era prevăzută cu un simbol sau o marcă”. Meyers Konversationslexikon din 1905 urmărește în mod similar originea cuvântului până la lira romană de 11 uncii. Spre sfârșitul secolului al VIII-lea Carol cel Mare, regele francilor, a făcut o reformă a monedei și a unităților de măsură. El a introdus livra carolingiană ca monedă și greutate comercială de bază care cântărea doar 8 uncii. Pentru a preveni micșorarea ilicită a greutății livrei, pe noile greutăți a fost imprimat prin apăsare un semn numit marcă. Greutatea acestora a fost cunoscută sub numele de marca și a fluctuat de-a lungul timpului între 196 g și 280 g.

## Marca de Köln
Până în Evul Mediu au existau multe variante regionale ale mărcii ca măsură a greutății. Marca de Köln era deja folosită în secolul al XII-lea și reprezenta jumătate din livra de Köln. Aceasta a căpătat o mare importanță ca monedă.
Marca de Köln, unitatea de greutate pe care se bazează monedele, a fost menționată pentru prima dată în 1166. În jurul anului 1170 greutatea mărcii a fost mărită fiind introdusă în Köln (în latină magna marca). Ea cântărea 233,8123 grame și s-a răspândit repede prin Renania și în celelalte regiuni ale imperiului devenind în 1524 greutatea generală a monedei imperiale germane. Inițial aceasta a fost mai puțin importantă decât livra carolingiană pe care s-a bazat sistemul monetar carolingian. Raportul dintre marca de Köln și livra carolingiană este de 576:1000. Principii electori de Trier, Köln, Mainz și cel al Palatinatului au fondat prima asociație monetară renană în 1386, care a stabilit emiterea florinului de aur renan. Conform regulii stabilite de Asociația Monetară renană, dintr-o singură marcă de Köln (din aur) au fost bătuți 66 de florini (guldeni). Modelul a fost florinul bătut începând din 1252. Datorită succesului acestei monede și a importanței economice a Asociației monetare renane, marca de Köln a câștigat importanță ca monedă-greutate într-un teritoriu foarte extins. 
În 1300 a fost introdusă moneda de argint numită groș de Praga. În 1338 a fost emisă moneda numită groș de Meißen folosită în teritoriile germane. Inițial dintr-o marcă au fost bătuți 70 de groși din argint de 16 lot. În 1486 Sigismund, arhiducele Austriei, a bătut în Tirol primele monede mari de argint având valoarea unui florin (gulden) de aur renan. La acea vreme, guldenul de aur era „valuta de rezervă” principală în Europa. Aceste monede, cunoscute sub numele de Guldengroschen, au fost bătute și în Annaberg (Saxonia) începând din 1500. Baterea acestor monede a atins apogeul între 1519 și 1529 în Joachimsthal (astăzi Jáchymov). Monedele bătute aici, Joachimsthaler⁠(d), au fost numite mai târziu „taleri”. În 1524 prin Reichsmünzordnung⁠(d), o reglementare monetară emisă la Esslingen de împăratul Carol al V-lea, a fost introdusă oficial marca de Köln ca greutate obligatorie a monedei în Sfântul Imperiu Roman de Națiune Germană.
De atunci, toți talerii, guldenii, ducații și monedele mici au intrat în limbajul legal uzual datorită modului obișnuit de calcul financiar al vremii, sistemul zecimal nefiind cunoscut încă – în raport cu marca considerată ca unitate de măsură. De exemplu: „nouă taleri sunt o marcă de metal prețios pur” (de 16 lot).
Tratatul Monetar de la München, prin care a fost fondat Süddeutscher Münzverein în 1837, a adoptat greutatea mărcii ca fiind 233,855 g pentru baterea monedelor. Aceasta corespunde valorii mărcii prusace de Köln, care a fost numită „marca prusacă” sau Vereinsmark.
În timp ce în Tratatul monetar de la München marca de la Köln era deja descrisă folosind una dintre noile unități de masă ale sistemului zecimal internațional, gramul, Tratatul monetar de la Viena din 1857 a folosit doar unități metrice. Valoarea de referință pentru moneda standard a devenit de atunci livra de 500 de grame din care urmau să se bată 30 de taleri.

## Caracteristici regionale ale mărcii
Marca instituită în 1524 a avut în diferite perioade și regiuni diferențe de greutate, astfel încât, de exemplu, marca de Köln, marca de Nürnberg sau chiar marca pariziană nu aveau aceeași greutate. Aceste diferențe au fost eliminate în Germania abia în secolul al XIX-lea.
De la prima reglementare monetară (Reichsmünzordnung - 1524) calitatea monedelor a suferit o deteriorare constantă. Astfel în 1667 dintr-o marcă se băteau 10½ taleri la mănăstirea Zinna conform contractului monetar convenit între Brandenburg și Saxonia, din 1687 s-au bătut 12 taleri conform standardului Leipzig și din 1750 în Prusia chiar 14 taleri conform standardului Graumann. Mai târziu Austro-Ungaria a introdus de asemenea o monedă bazată pe marca de Köln (care a constituit baza monedei numite Conventionstaler) ce a fost preluată în majoritatea teritoriilor sudice germane. Prin Tratatul Monetar de la Dresda din 1838 au devenit obligatorii în toate țările Uniunii Vamale Germane monedele bazate pe „marca prusacă de Köln”, așa-numita „marcă a asociației”.
| Numele mărcii            | Greutatea în livre carolingiene | Valoarea în grame  | Valoarea unei Convenzionsmünze | Devierea | Devierea           |
| ------------------------ | ------------------------------- | ------------------ | ------------------------------ | -------- | ------------------ |
| Marca olandeză           | 0,6048                          | 246,0839           | 234,3656 g                     | +        | 0,1130 %           |
| Marca de Köln în Bavaria | 0,5760                          | 233,950            | 233,950 g                      | −        | 0,0646 %           |
| Marca de Köln la Viena   | 0,5760                          | 233,890; 233,94108 | 233,890 g                      | −        | 0,0902 %; 0,0684 % |
| Marca vieneză            | 0,6912                          | 280,668            | 233,870 g                      | −        | 0,0987 %           |
| Marca de Köln în Prusia  | 0,5760                          | 233,8555           | 233,8555 g                     | −        | 0,1049 %           |
| Marca de Köln la Hamburg | 0,5760                          | 233,85489          | 233,85489 g                    | −        | 0,1052 %           |
| Marca de Köln în Köln    | 0,5760                          | 233,8123           | 233,8123 g                     | −        | 0,1234 %           |

## Diferite greutăți ale mărcilor
| Numele greutății  | Greutatea empirică | Greutatea empirică | Greutatea empirică | Greutatea empirică | Raportul relativ la Marca de Köln |
| ----------------- | ------------------ | ------------------ | ------------------ | ------------------ | --------------------------------- |
| Marca vieneză     |                    | 280,668            | g                  | [ 11 ]             | 12:10                             |
| Marca pragheză    |                    | 253,17             | g                  | [ 12 ]             | 625:576                           |
| Marca olandeză    |                    | 246,0839           | g                  | [ 13 ]             | 21:20                             |
| Marca parisiană   |                    | 244,7529           | g                  | [ 14 ]             | 392:375                           |
| Marca de Würzburg |                    | 238,62             | g                  | [ 15 ]             | 50:49                             |
| Marca de Nürnberg |                    | 237,52             | g                  | [ 15 ]             | 64:63                             |
| Marca de Erfurt   |                    | 235,40             | g                  |                    | 225:224                           |
| Marca prusacă     |                    | 233,8555           | g                  | [ 13 ]             | 1:1                               |
| Marca de Köln     |                    | 233,8123           | g                  | [ 13 ]             | 1:1                               |
| Towermark         |                    | 233,2761           | g                  | [ 16 ]             | 3 125: 3 136                      |
| Marca spaniolă    |                    | 230.348            | g                  | [ 15 ]             | 63:64                             |
| Marca portugheză  |                    | 229,5              | g                  | [ 15 ]             | 49:50                             |
| Marca de Cracovia |                    | 197,98             | g                  | [ 15 ]             | 160:189                           |